# また あした
『また あした』は、日本の音楽グループ、Every Little Thingの25枚目のシングル。

## 解説
前作『ファンダメンタル・ラブ』より約3か月半でのリリース。「また あした」が表題曲であるが、トリプルA面シングルである。後にベストアルバム『Every Best Single 〜COMPLETE〜』に本作から全曲が収録されたこと、スペシャルサイトでの楽曲解説により明らかになった。
ELTは本シングルを皮切りにアコースティック色を強めた楽曲を多く制作している。
「また あした」は2003年12月31日の『NHK紅白歌合戦』で歌唱され、関東地区歌手別視聴率で5位となる49.7%を記録した。
Every Little Thingにおけるシングル表題曲でひらがなのみなのは、本作が初めてである。

## 収録曲
1. また あした
（作詞：持田香織 / 作曲：小幡英之 / 編曲：十川知司 & Every Little Thing）
MBS・TBS系列 ドラマ30『ピュア・ラブIII』主題歌。
ノーベル製菓「はちみつきんかんのど飴」CMソング。
ライブのMCでサビが大阪弁で披露されたことがある。
2. 一日の始まりに...
（作詞：持田香織 / 作曲：HIKARI / 編曲：HIKARI & Every Little Thing）
ニベア花王「アトリックス」CMソング。
3. しあわせの風景
（作詞：持田香織 / 作曲：菊池一仁 / 編曲：中尾昌文&伊藤一朗）
キリンビール「氷結アップルヌーヴォー」CMソング。
4. また あした (Instrumental)
5. 一日の始まりに... (Instrumental)
6. しあわせの風景 (Instrumental)

## 楽曲の収録アルバム
また あした
- 『commonplace』
- 『14 message 〜every ballad songs 2〜』
- 『Every Best Single 〜COMPLETE〜』
- 『Every Best Single 2 〜MORE COMPLETE〜』
- 『Every Best Single 2 〜middLe period〜』

一日の始まりに...
- 『commonplace』
- 『Every Best Single 〜COMPLETE〜』
- 『Every Best Single 2 〜MORE COMPLETE〜』
- 『Every Best Single 2 〜middLe period〜』

しあわせの風景
- 『commonplace』
- 『ACOUSTIC:LATTE』※アレンジ、新録音して収録
- 『14 message 〜every ballad songs 2〜』
- 『Every Best Single 〜COMPLETE〜』
- 『Every Best Single 2 〜MORE COMPLETE〜』
- 『Every Best Single 2 〜middLe period〜』